# プロダクト検波
プロダクト検波（プロダクトけんぱ、英: product detection）とは、乗積検波とも言いSSBの信号を復調する方法の一つである。包絡線検波では変調信号の包絡線から元の信号を取り出すが、プロダクト検波では変調信号と局部発振器の信号との積（product）を取るため、この名前が付けられている。プロダクト検波器は周波数混合器でもある。
プロダクト検波器には、中間周波数（IF）か高周波（RF）の信号を入力するように設計される。ダイレクトコンバージョン受信機では、RF アンプとローパスフィルタを組み合わせて RF 信号を入力する。* 周波数と位相も揃っているRF信号を注入する回路が、同期検波になる。そのRF信号は充分にスイッチングされていることがプロダクト検波との差異になる

## 単純なプロダクト検波
最も単純なプロダクト検波では、入力信号とその搬送波と同一な周波数信号を乗して、搬送波の周波数が2倍のAM信号と元の信号とを取り出す。ここから高周波成分をフィルタで除去して、目的信号だけを取り出す。

### 数学的モデル
元の信号を m(t) とすると、AM 信号は次のように表せる。
{\displaystyle x(t)=(C+m(t))\cos(\omega t)}
AM 信号 x(t) に、搬送波成分と同じ周波数で発振させた信号を乗じる。
{\displaystyle y(t)=(C+m(t))\cos(\omega t)\cos(\omega t)}
これは次のように変換できる。
{\displaystyle y(t)=(C+m(t))(1/2+1/2\cos(2\omega t))}
高周波成分である cos(2ωt) と直流成分である C をフィルタで除去すれば、元の信号が取り出せる。

### 欠点
このような単純な検波器には、欠点が1つある。
- 局部発振器の周波数と搬送波の周波数とが同じでなければならない。SSB では復調した信号の周波数がずれる。

## より高度なプロダクト検波
より高度なプロダクト検波器は、SSB の変調器と非常によく似た構成をしている。入力された変調信号を2つに分岐して、1つは局部発振器の信号と混合してローパスフィルタに通す。もう1つは発振器の信号を90度位相をずらしたものと混合して、その出力をさらに90度位相をずらしてローパスフィルタに通す。この両者を混合すると、元の信号を取り出せる。

## 利点と欠点
プロダクト検波には、包絡線検波よりも優れた点がある。
- プロダクト検波では、搬送波を抑圧した AM （抑圧搬送波両側波帯 : DSB）や、SSB を復調できる。
- プロダクト検波で復調した信号は、同じ信号を包絡線検波で復調したものよりもSN比で優れている。

プロダクト検波の欠点は、エンベロープ検波に比して部品がやや多いだけである。